# Bobsleeën op de Olympische Winterspelen 1972
Bobsleeën is een van de sporten die beoefend werden tijdens de Olympische Winterspelen 1972 in Sapporo.

## Heren

### 2-mansbob
| rang   | sporter(s)                           | land     | tijd    |
| ------ | ------------------------------------ | -------- | ------- |
| Goud   | Wolfgang Zimmerer Peter Utzschneider | FRG - II | 4:57.07 |
| Zilver | Horst Floth Pepi Bader               | FRG - I  | 4:58.84 |
| Brons  | Jean Wicki Edy Hubacher              | SUI - I  | 4:59.33 |
| 4      | Gianfranco Gaspari Mario Armano      | ITA - I  | 5:00.45 |
| 5      | Ion Panturu Ion Zangor               | ROU - I  | 5:00.53 |
| 6      | Carl-Erik Eriksson Jan Johansson     | SWE - I  | 5:01.40 |
| 7      | Hans Candrian Heinz Schenker         | SUI - II | 5:01.44 |
| 8      | Herbert Gruber Josef Oberhauser      | AUT - I  | 5:01.60 |

### 4-mansbob
| rang   | sporter(s)                                                               | land     | tijd    |
| ------ | ------------------------------------------------------------------------ | -------- | ------- |
| Goud   | Jean Wicki Hans Leutenegger Werner Camichel Edy Hubacher                 | SUI - I  | 4:43.07 |
| Zilver | Nevio De Zordo Adriano Frassinelli Corrado Dal Fabbro Gianni Bonichon    | ITA - I  | 4:43.83 |
| Brons  | Wolfgang Zimmerer Stefan Gaisreiter Walter Steinbauer Peter Utzschneider | FRG - I  | 4:43.92 |
| 4      | Hans Candrian Erwin Juon Gaudenz Beeli Heinz Schenker                    | SUI - II | 4:44.56 |
| 5      | Horst Floth Donat Ertel Walter Gilik Pepi Bader                          | FRG - II | 4:45.09 |
| 6      | Herbert Gruber Utz Chwalla Josef Eder Josef Oberhauser                   | AUT - I  | 4:45.77 |
| 7      | Werner Delle-Karth Werner Moser Walter Delle-Karth Fritz Sperling        | AUT - II | 4:46.66 |
| 8      | Gianfranco Gaspari Roberto Zandonella Mario Armano Luciano De Paolis     | ITA - II | 4:46.73 |

## Medaillespiegel
| rang | land                     | goud | zilver | brons | totaal |
| ---- | ------------------------ | ---- | ------ | ----- | ------ |
| 1    | Bondsrepubliek Duitsland | 1    | 1      | 1     | 3      |
| 2    | Zwitserland              | 1    | 0      | 1     | 2      |
| 3    | Italië                   | 0    | 1      | 0     | 1      |
|      |                          | 2    | 2      | 2     | 6      |